# Charles Pole (Admiral)

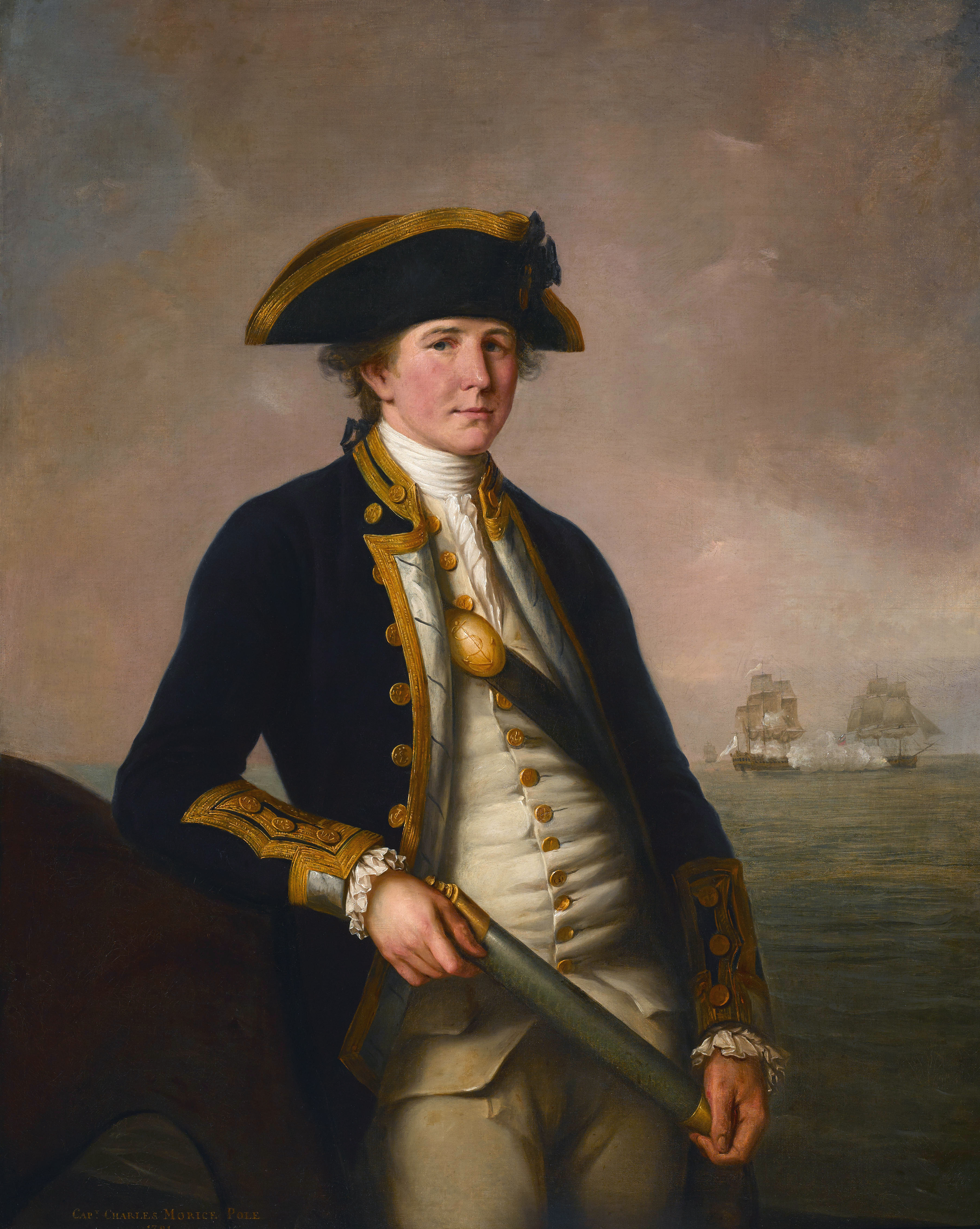
Charles Pole als Kapitän. Gemälde von John Francis Rigaud, 1781

Sir Charles Morice Pole, 1. Baronet (* 18. Januar 1757 in Stoke Damerel; † 6. September 1830 in Aldenham Abbey) war ein britischer Admiral, Adliger und Politiker. Als Marineoffizier stieg er bis zum Konteradmiral auf, ehe er ab 1802 fünfmal als Abgeordneter für das House of Commons gewählt wurde. Obwohl er nicht mehr im aktiven Dienst war, wurde er weiter zum Admiral und kurz vor seinem Tod zum Admiral of the Fleet befördert.

## Herkunft
Charles Pole entstammte einer Nebenlinie der Familie Pole, einer Familie der Gentry aus Devon. Er war das zweite von fünf Kindern und der zweite Sohn von Reginald Pole († 1767) und dessen zweiten Frau Anne Buller, einer Tochter von John Francis Buller aus Morval. Sein Vater war ein Enkel von Sir John Pole, 3. Baronet, der in dem Dorf Stoke Damerel unweit des Marinestützpunkts Plymouth Dock lebte. Sein älterer Bruder war Reginald Pole.

## Dienst in der Royal Navy

### Aufstieg während des Amerikanischen Unabhängigkeitskriegs

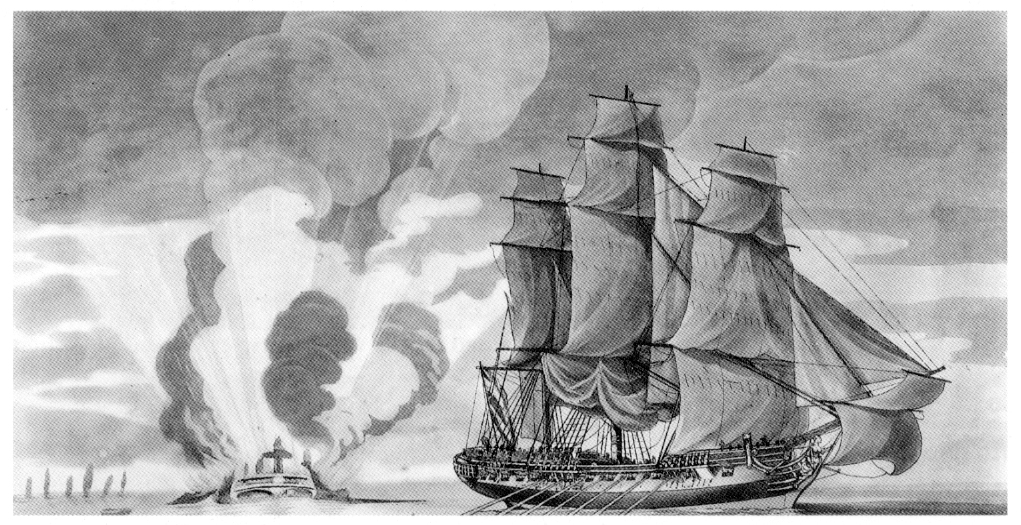
Die Versenkung der Santa Catalina durch die HMS Success. Darstellung von 1786

Pole besuchte zunächst ab die Grammar School in Plympton und ab dem 16. Januar 1770 die Royal Naval Academy im Portsmouth Dockyard. 1772 trat er als Midshipman in die Royal Navy ein und diente zunächst auf der 32-Kanonenfregatte Thames. Im Dezember 1773 wechselte er auf das 50-Kanonenschiff Salisbury, dem Flaggschiff, mit dem Kommodore Sir Edward Hughes nach Indien aufbrach. Von Hughes zum Lieutenant befördert, wechselte Pole am 26. Juni 1777 in Indien auf die 24-Kanonenfregatte Seahorse und 1778 auf das 60-Kanonenschiff Rippon, dem Flaggschiff von Kommodore Edward Vernon. Auf diesem Schiff nahm Pole am 9. August 1778 am Gefecht vor Pondicherry gegen ein französisches Geschwader teil, nachdem Frankreich auf amerikanischer Seite in den Amerikanischen Unabhängigkeitskrieg eingetreten war. Am 25. Oktober 1778 wurde Pole zum Kommandanten der 18-Kanonensloop Cormorant befördert, mit der er Depeschen von Vernon nach Großbritannien zurückbrachte. Am 12. März 1779 erreichte Pole mit der Cormorant Großbritannien, wo am 18. März seine Beförderung bestätigt wurde. Am 22. März 1779 wurde er als Post-Captain Offizier auf dem Linienschiff 1. Ranges Britannia, ehe er am 27. März 1781 Kommandant der 32-Kanonenfregatte Success wurde. Mit dieser eskortierte er im März 1782 das bewaffnete Versorgungsschiff Vernon nach Gibraltar, als am Morgen des 16. März vor Kap Spartel die spanische 34-Kanonenfregatte Santa Catalina gesichtet wurde. Mit Unterstützung der Vernon griff Pole sofort das spanische Schiff an, das schließlich schwer beschädigt die Flagge strich. Pole ließ die Prise notdürftig reparieren, doch am 18. März wurden weitere Schiffe gesichtet. Damit die Santa Catalina nicht wieder in die Hände des Feindes fiel, ließ Pole sie verbrennen. Zu spät entdeckte er, dass die vermeintlich gegnerischen Schiffe zwei britische Fregatten waren, die einen Konvoi eskortierten.
Pole verdankte seine rasche Beförderung und seine attraktiven Kommandos sicher dem Einfluss seiner Familie. Diesem Einfluss führte wohl auch dazu, dass er im Gegensatz zu vielen anderen Offizieren nach Kriegsende ein Kommando behielt. 1783 wurde er Kommandant des 64-Kanonenschiffs Crown und am 30. August 1786 Kommandant des 64-Kanonenschiffs Scipio. Nachdem es ab 1789 zur Nootka-Krise mit Spanien gekommen war, wurde Pole am 10. Mai 1790 Kommandant der 36-Kanonenfregatte Melampus und 1791 Kommandant des 74-Kanonenschiffs Illustrious.

### Dienst während der Koalitionskriege gegen Frankreich
Nachdem Großbritannien am 20. Februar 1793 den Krieg gegen Frankreich erklärt hatte, wurde Pole im März 1793 Kommandant des 74-Kanonenschiffs HMS Colossus, die der Mittelmeerflotte unter Admiral Hood zugeteilt wurde. Dabei nahm er unter Hood an der Eroberung von Toulon teil. 1794 kehrte er mit der Colossus nach Großbritannien zurück, wo er der Kanalflotte unter Admiral Howe zugeteilt wurde. Dabei gehörte die Colossus dem Geschwader von Konteradmiral Montagu an, dem Howe befohlen hatte, einen aus Amerika kommenden französischen Konvoi abzufangen. Aufgrund mangelnder Aufklärung fanden Montagus Schiffe weder die französischen Schiffe noch Howes Flotte. Deshalb nahm Pole nicht an der Schlacht vom 1. Juni 1794 teil, sondern sah nur nach Brest zurückkehrende französische Schiffe. Der erfolglose Montagu zog sich mit seinen Schiffen nach England zurück und erreichte am 12. Juni den Plymouth Sound. Am 1. Juni 1795 wurde Pole zum Rear Admiral of the blue befördert. Zusammen mit Konteradmiral Sir Hugh Cloberry Christian sollte er das Kommando über die Marinestation auf den Leeward Islands übernehmen. Aufgrund von Stürmen konnten sie allerdings erst am 20. März 1796 England verlassen. Dabei brachten sie bis Ende Mai Verstärkungen für die britischen Truppen auf der Insel St. Lucia, die versuchten, die Insel von Frankreich zu erobern. Im November 1796 kehrten Pole und Christian auf der 18-Kanonensloop HMS Beaulieu nach England zurück.

### Rolle während der Meuterei vor Spithead und Nore
Im März 1797 wurde Pole zum First Captain der HMS Royal George ernannt, dem Flaggschiff von Admiral Bridport. Dadurch wurde er Mitte April in die Meuterei der Flotte vor Spithead verwickelt. Am 16. April sandte ihn Bridport nach London, wo er der Admiralität direkt über die Meuterei berichten konnte. Anschließend kehrte er zu seinem Schiff zurück, um Bridport zu berichten, dass die Führung der Admiralität nach Portsmouth kommen würde, um sich vor Ort mit der Situation zu befassen. Zusammen mit den Admiralen Gardner und Colpoys teilte Pole am 18. April den Abgesandten der Meuterern auf der HMS Queen Charlotte mit, zu welchen Zugeständnissen die Admiralität bereit sei. Nach Beratungen lehnten die Meuterer zunächst die Zugeständnisse ab und beharrten auf Erfüllung ihrer Forderungen, ehe sie am 20. April doch dem Angebot der Admiralität zustimmten. Schließlich erreichten die Admirale eine Begnadigung der Meuterer, die Pole den Abgesandten auf der Queen Charlotte vorlas. Damit beendete er faktisch die Meuterei vor Spithead. Als es im Mai 1797 auf Schiffen der vor der Nore-Sandbank liegenden Flotte ebenfalls zu Meutereien kam, berichtete Pole seinem Freund William Young, der in der Admiralität arbeitete, regelmäßig von der Situation. Dabei unterrichtete er ihn auch über unerfreuliche Tatsachen wie Unregelmäßigkeiten und mangelnde Disziplin bei Flottenoffizieren. Gegenüber den Meuterern zeigte er jedoch kein Verständnis.

### Späterer Dienst als Marineoffizier
Am 14. Februar 1799 wurde Pole zum Rear Admiral of the Red befördert, doch erhielt nicht ein von ihm angestrebtes Amt in der Admiralität. Stattdessen diente er weiter in der Kanalflotte unter Admiral Bridport. Im April 1799 konnte der französische Admiral Bruix trotz der britischen Blockade mit seiner Flotte aus Brest ausbrechen. Dann kehrte Bruix jedoch noch Brest zurück, von wo er angeblich weiter nach Rochefort segeln wollte. Bridport segelte daraufhin nach Rochefort, um Bruix zuvorzukommen. Am 4. Juni sichtete Bridport eine spanische Flotte, die in eine Bucht der Île-d’Aix auswich. Dort sollte sie von einem kleinen Geschwader unter Pole blockiert wurde. Einige Wochen später wurde die Blockadeflotte durch das 80-Kanonenschiff HMS Sans Pareil und durch die HMS Royal George verstärkt, die nun als Poles Flaggschiff diente. Pole griff die spanischen Schiffe am 2. Juli an, die zwischen der Île-d’Aix und einer Untiefe vor Anker lagen. Dabei wurden sie von einer schwimmenden Batterie gedeckt, deren Geschütze eine wesentlich weitere Reichweite als die Geschütze der britischen Schiffe hatten. Pole war deshalb nicht in der Lage, den Angriff durchzuführen, weshalb er seinen Schiffen befahl, den Angriff abzubrechen und sich zurückzuziehen. Obwohl die Briten durch französische Ruderkanonenboote verfolgt wurden, erlitt keine Seite Beschädigungen oder hatte Verluste.
Am 1. Mai 1800 wurde Pole Commodore-Governor von Neufundland. Am 28. Juni brach er von Spithead aus auf dem 60-Kanonenschiff HMS Agincourt nach Neufundland auf. Bereits am 16. November kehrte er nach Großbritannien zurück, wo er am 1. Januar 1801 zum Vizeadmiral befördert wurde. Am 2. Juni 1801 sollte er Admiral Nelson als Kommandanten der Ostseeflotte ablösen. Pole segelte auf der 32-Kanonenfregatte HMS Aeolus in die Ostsee, wo er am 17. Juni seine Flagge auf dem Linienschiff HMS St George setzte. Ihm blieb aber nur übrig, die britische Flotte zurück nach Großbritannien zu bringen, wozu er Anfang August 1801 die Ostsee verließ. Trotz starkem Gegenwind konnte er die Flotte unbeschadet durch den Großen Belt führen. Am 20. August erreichte er Spithead, von wo er unverzüglich weiter nach Spanien aufbrach. Am 27. August erreichte er Kap St. Vincent, von wo er bis November vor Cádiz kreuzte und eine elf Schiffe starke gegnerische Flotte blockierte. Anschließend kehrte er nach Großbritannien zurück, wo er am 4. Dezember seine Flagge einholte. Am 18. Januar 1802 wurde ihm erneut das Neufundland-Kommando übertragen, doch bevor er aufbrechen konnte, wurde er am 6. April durch Admiral James Gambier abgelöst. Zwar wurde Pole am 9. November 1805 zum Admiral befördert, doch er erhielt kein Flottenkommando mehr.

## Politische Tätigkeit

### Politische Ambitionen während der 1790er Jahre
Während seines Dienstes in der Royal Navy während des Amerikanischen Unabhängigkeitskrieges freundete sich Pole mit Prinz William Henry, einem jüngeren Sohn von König Georg III. an. Der Prinz nahm Pole 1789 als Groom of the Bedchamber in seinen Haushalt auf. 1785 hatte Pole für ein Jahr als Bürgermeister von East Looe gedient, das als Pocket Borough der Familie Buller, der Familie seiner Mutter, galt. Bevor Pole 1793 zu seinem Dienst in der Mittelmeerflotte aufbrach, zeigte er Interesse, bei den nächsten Unterhauswahlen für East Looe zu kandidieren. In der Karibik erfuhr er dann zu seiner Verärgerung, dass sein Onkel William Buller seinen Cousin John Buller als Kandidaten für East Looe aufstellen ließ, der bei der Unterhauswahl 1796 auch gewählt wurde. Obwohl er noch in der Karibik diente, ließ sich Pole bei dieser Wahl zusammen mit seinem Schwager John Langston als Kandidat für Minehead aufstellen, wo allerdings die Familie Luttrell erheblichen Einfluss hatte. Finanziert wurde sein Wahlkampf von Henry Hope, einem reichen Kaufmann und Onkel seiner Frau. Während Langston sich gegen einen der Kandidaten von John Fownes Luttrell durchsetzen konnte, verlor Pole die Wahl. Als nach dem Tod von Sir Frederick Rogers 1797 eine Nachwahl in Poles Heimatstadt Plymouth anstand, versuchte sein Bruder Reginald Pole-Carew ihn als Kandidaten der Regierung vorzuschlagen. Pole verwies dabei auf £ 1000, mit der er in dem Jahr eine Anleihe der Regierung gezeichnet hatte, doch die Regierung unter Premierminister Pitt hatte bereits Francis Glanville als Kandidaten benannt.

### Mitglied des House of Commons, Ausschussvorsitzender und Seelord

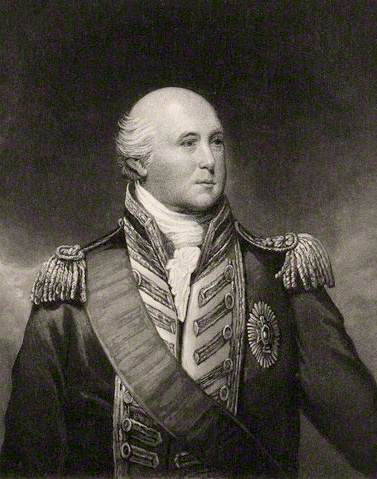
Charles Pole in älteren Jahren. Um 1823 entstandenes Porträt

Nachdem Pole im April 1801 vorzeitig von seinem zweiten Kommando als Commodore-Governor von Neufundland abgelöst wurde, konzentrierte er sich als Angehöriger einer traditionsreichen, politisch einflussreichen Familie stärker auf eine politische Karriere. Dabei lehnte er schließlich die damals üblichen Wahlabsprachen ab und kandidierte trotz des Einflusses seiner Verwandten nicht in einem Wahlbezirk, der von ihnen politisch kontrolliert wurde. Stattdessen suchte sich Pole andere politische Unterstützer. Am 12. September 1801 wurde er auf Empfehlung von Henry Addington, einem Freund seines Bruders Reginald, als Baronet, of the Navy, in den erblichen Adelsstand der Baronetage of the United Kingdom erhoben. Bei der Unterhauswahl 1802 wurde er als Kandidat des Duke of Newcastle als Abgeordneter für Newark gewählt. Der Erste Lord der Admiralität Lord St. Vincent ernannte Pole im Dezember 1802 auf Empfehlung seines Günstlings John Markham, einem Cousin von Poles Frau, zum Vorsitzenden eines Ausschusses, der Missstände in der Verwaltung der Marine aufdecken sollte. Ende April 1803 wurde im House of Commons nach den Ergebnissen des Ausschusses gefragt, worauf Pole am 4. Mai in seiner ersten Rede im House of Commons einen ersten Bericht ankündigte, der dann am 12. Mai vorgestellt wurde. Weitere Berichte folgten, und am 11. Juli 1803 legte Pole einen Gesetzesentwurf zur Verbesserung des Chatham Chest, einer Fürsorgeeinrichtung der Marine. Dieser Entwurf wurde am 29. Juli als Gesetz beschlossen. Andererseits gab es erhebliche Vorwürfe gegen die Arbeit des Ausschusses, der wie ein Tribunal auftreten würde. Insgesamt veröffentlichte der von Pole geleitete Ausschuss bis Ende Juni 1806 vierzehn Berichte zu zahlreichen Aspekten der Marineverwaltung. Während dieser Zeit wurde die Regierung von Henry Addington häufig wegen ihrer unzureichenden Vorbereitung auf einen Krieg gegen Frankreich angegriffen, und vor allem Pitt erhob Vorwürfe gegen die von Lord St. Vincent geleitete Admiralität. Als William Pitt im Mai 1804 wieder die Regierung übernahm, blieb Pole ein Unterstützer von Addington. Allerdings war er verärgert, als Addington als Lord President of the Council Mitglied von Pitts Regierung wurde, und in der Regel stimmte Pole nun mit der Opposition gegen die Regierung. In der nach dem Tod Pitts im Februar 1806 gebildeten Regierung aller Talente wurde Pole unter Lord Grey einer der Seelords der Admiralität. Im House of Commons trat er während dieser Zeit aber kaum in Erscheinung. Er trat im Oktober von seinem Amt zurück, als er unter dem Oberbefehl von Lord St. Vincent stellvertretender Kommandant der Kanalflotte werden sollte. Da St. Vincent ihm jedoch nicht garantieren wollte, dass er sein Nachfolger werden würde, nahm er das Amt nicht an.

### Oppositionelle und kritische Haltung im House of Commons ab 1807

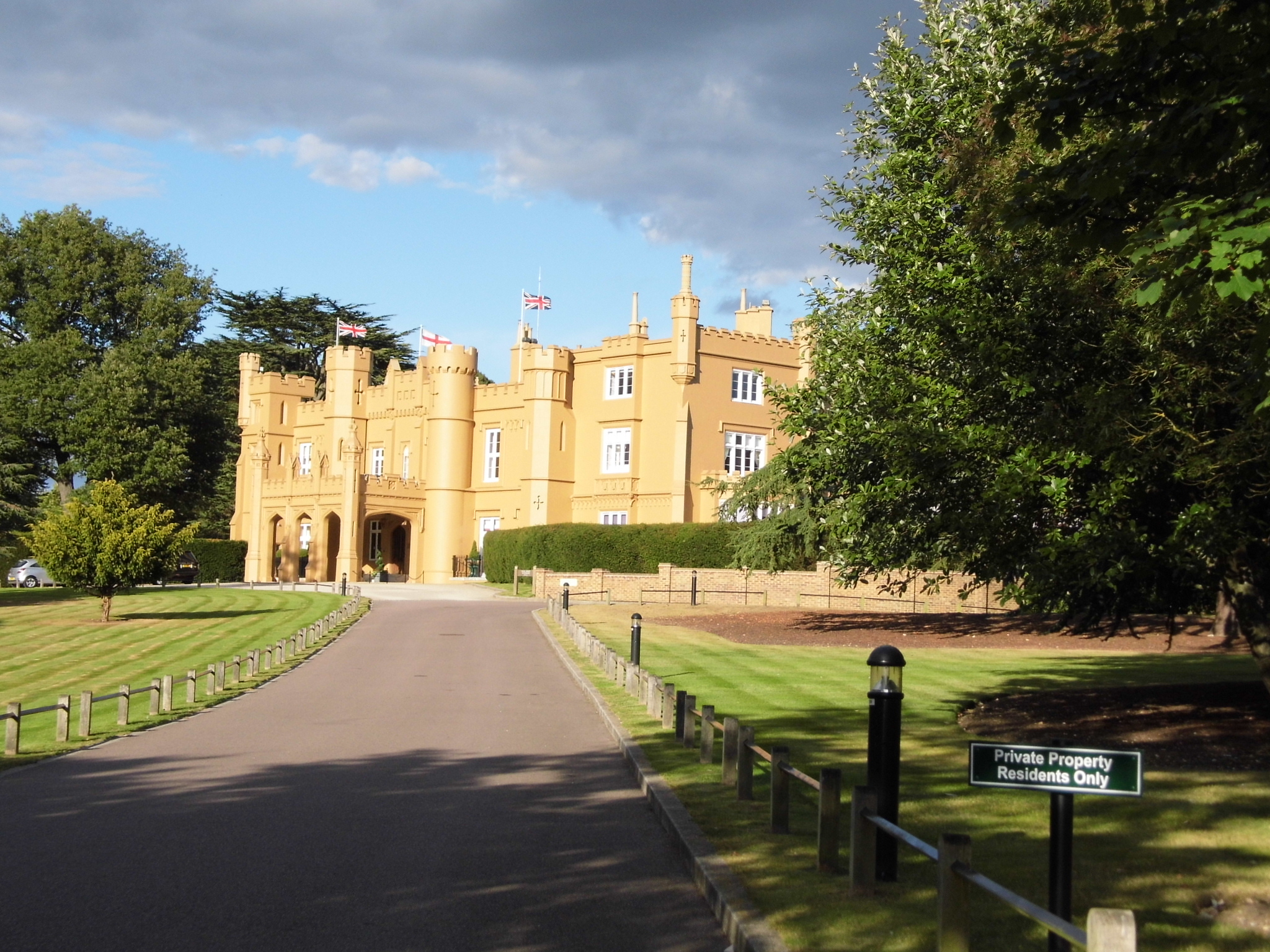
Der von Pole 1812 erworbene Landsitz Aldenham Abbey

Bei der Unterhauswahl 1806 kandidierte Pole mit Unterstützung von Lord St. Vincent erfolgreich für Plymouth, wobei er den bisherigen Abgeordneten Sir William Elford schlagen konnte. Im April 1807 stimmte er gegen die Gesetzesvorlagen, deren Annahme zum Sturz der Regierung aller Talente führte. Nach dem Sturz der Regierung war seine Wiederwahl bei der Unterhauswahl im Mai 1807 unsicher, so dass sich sein Freund Francis Basset, 1. Baron de Dunstanville bemühte, ihn als Kandidaten für Penryn ins Gespräch zu bringen. Dennoch kandidierte Pole als Kandidat für Plymouth und konnte sich wieder gegen den unbeliebten Elford durchsetzen, der der Kandidat der neuen Regierung des Duke of Portland war. Im House of Commons setzte sich Pole vor allem für Belange der Royal Navy ein. Im Juli 1807 verteidigte er in einer Rede die Politik des vorherigen Ersten Seelords Lord Grey. Im selben Jahr kritisierte er das Bombardement von Kopenhagen. Ohne jeglichen Einfluss auf die Regierung bewarb sich Pole 1807 und 1808 mindestens dreimal vergeblich um ein Kommando in der Royal Navy. Im House of Commons reichte er im März und April 1808 Gesuche ein, um die Verwaltung des Greenwich Hospital und des Royal Naval Asylum zu reformieren, die jedoch beide von der Regierung abgelehnt wurden. Im Dezember 1808 kritisierte er weiter die Regierung und stimmte am 21. Februar 1809 gegen die Bestätigung der Konvention von Cintra. Pole wurde in seiner ablehnenden Haltung gegenüber der Regierung durch den Fehlschlag der Walcheren-Expedition bestärkt. Im Februar und März 1810 stritt er für eine Reform der Marinegerichtsbarkeit, für eine Reduzierung der Sinekuren in der Marine und für eine gezieltere Verwendung der Mittel für die Marine. Im April 1810 wurde Charles Philip Yorke zum Ersten Lord der Admiralität ernannt. Die Regierung hoffte, mit seiner Ernennung die Unterstützung von Pole zu gewinnen. Pole begrüßte zwar einige von Yorkes Maßnahmen, doch lehnte er im House of Commons weiterhin Gesetze der Regierung ab. Dazu forderte er im Mai 1810, dass aktive Marineoffiziere Steuervergünstigungen bekämen und am 13. Juni schlug er eine Reform der Zuerkennung von Prisengeldern vor. Auch als sein Freund, der zum Viscount Sidmouth erhobene Henry Addington 1812 Mitglied der Regierung wurde, behielt Pole seine kritische Haltung bei. Seine unabhängige, kritische Haltung empfahl ihn aber nicht für ein Regierungsamt. Dennoch wurde er bei der Unterhauswahl 1812 mit Unterstützung der Regierung unangefochten als Abgeordneter für Plymouth wiedergewählt, doch die Regierung erwartete nun offenbar seine Unterstützung. Diese gewährte er ihr dann auch in einzelnen Fällen, doch im März 1815 verurteilte er erneut Missstände bei der Verwaltung des Royal Naval Asylums. Im Mai 1815 forderte er erneut Steuervergünstigungen für Marineoffiziere und 1816 unterstützte er den Antrag, die Verwaltung von Greenwich Hospital untersuchen zu lassen. Diese Haltung blieb nicht folgenlos. 1817 war Pole einverstanden, dass bei der nächsten Unterhauswahl nicht er, sondern sein Freund Sir Thomas Byam Martin in Plymouth kandidierte. Als jedoch wenige Monate vor der Wahl der bisherige zweite Abgeordnete Benjamin Bloomfield, der Privatsekretär des Prinzregenten, unerwartet sein Mandat niederlegte, wurde nicht Martin, sondern Sir William Congreve als neuer Abgeordneter gewählt. Pole fühlte sich daraufhin benachteiligt und entschloss sich, bei der Unterhauswahl im Juni 1818 erneut zu kandidieren. Bei der Abstimmung wurde er jedoch klar geschlagen.
Pole galt in Angelegenheiten der Marine als Autorität, obwohl er sich während seines aktiven Dienstes nicht besonders ausgezeichnet hatte. Dabei war er sowohl politisch wie auch gesellschaftlich ausgesprochen konservativ. Im Februar und März 1806 hatte er im House of Commons gegen das Verbot des Sklavenhandels gestimmt. Dennoch war er nicht reaktionär, sondern setzte sich wiederholt für Reformen zur Verbesserung der Marineverwaltung ein. Als Vorsitzender des Ausschusses über Missbräuche in der Marineverwaltung hatte er hart gearbeitet, und die Berichte des Ausschusses zeigten Missstände auf. Obwohl die Vorschläge Poles von den Regierungen zunächst ignoriert wurden, führten sie und die Berichte des von ihm geleiteten Ausschusses schließlich zu Verbesserungen in der Verwaltung der Marine. Obwohl er längst kein aktives Kommando oder Amt mehr innehatte, wurde er am 31. Juli 1810 zum Admiral of the White und am 4. Juni 1814 zum Admiral of the Red befördert. Am 12. April 1815 wurde er als Knight Commander des Order of the Bath und am 17. April 1818 als Knight Grand Cross des Order of the Bath ausgezeichnet.

## Letzte Jahre
Im Laufe seiner Dienstzeit hatte Pole ein stattliches Vermögen erworben, das ihm ermöglichte, neben seinem Haus in London 1812 Aldenham Abbey in Hertfordshire von der Familie Thellusson zu erwerben. 1818 wurde er stellvertretender Gouverneur und von 1820 bis 1822 war er Gouverneur der Bank of England. Als sein alter Freund Prinz William Henry im Juni 1830 als Wilhelm IV. den Thron bestieg, ernannte er Pole zum Master of the Robes und beförderte ihn am 22. Juli 1830 zum Admiral of the Fleet. Pole starb jedoch nur wenige Wochen später.

## Familien und Nachkommen
Am 8. Juni 1792 hatte Pole Henrietta Goddard († nach 1830), eine Tochter des Kaufmanns John Goddard aus Woodford Hall in Essex geheiratet. Mit ihr hatte er mindestens zwei Töchter:
- Henrietta Maria Sarah Pole (1799–1853) ⚭ William Stuart
- Anna Maria Pole (* 1805)

Seine zweite Tochter Anna war möglicherweise von Geburt an taub. Da Pole keine Söhne hatte, erlosch sein Titel mit seinem Tod. Abgesehen von kleinen Schenkungen an Freunde und an seine Testamentsvollstrecker vererbte Pole sein Vermögen und seinen Besitz an seine Familie. Seine Haupterbin wurde seine Tochter Henrietta, die den Landsitz Aldenham Abbey erbte.